# Pituophis ruthveni
Pituophis ruthveni är en ormart som beskrevs av Stull 1929. Pituophis ruthveni ingår i släktet Pituophis och familjen snokar. Inga underarter finns listade i Catalogue of Life.
Denna orm förekommer på med flera mindre och från varandra skilda populationer i östra Texas och västra Louisiana (USA). Habitatet utgörs av savanner med örter som låg växtlighet. Typiska växter i regionen är loblollytall (Pinus taeda), Pinus echinata, Virginiamagnolia (Magnolia virginiana) och Cyrilla racemiflora. Ormen har främst gnagare som Geomys breviceps som föda. Den gömmer sig även i gnagarnas bon. Honor lägger ägg.
Landskapets omvandling till enformiga tallskogar hotar beståndet. Dessutom dödas flera exemplar i trafiken. IUCN kategoriserar arten globalt som starkt hotad.